# Sphenomorphus necopinatus
Sphenomorphus necopinatus — вид сцинкоподібних ящірок родини сцинкових (Scincidae). Ендемік Індонезії.

## Підвиди
Виділяють два підвиди:
- Sphenomorphus necopinatus (Brongersma, 1942);
- Sphenomorphus necopinatus garutensis (Brongersma, 1942).

## Поширення і екологія
Sphenomorphus necopinatus відомі з кількох місцевостей, розташованих на заході острова Ява. Вони живуть у вологих тропічних лісах.